# 야니차

얀니차 전경. 시계탑.

야니차(그리스어: Γιαννιτσά)는 그리스 펠라 현의 도시이다. 

## 인구
| 연도 | 인구   |
| ---- | ------ |
| 2011 | 31.983 |
| 2001 | 29.364 |
| 1991 | 22.504 |
| 1981 | 23.966 |
| 1971 | 21.188 |
| 1961 | 23.555 |
| 1951 | 20.187 |
| 1940 | 16.401 |
| 1928 | 12.785 |
| 1913 | 7.167  |

## 자매도시
야니차는 다음 2개의 도시와 자매결연을 맺고 있다.
- 크로토네 (2010년)[2]
- 뉴브리튼 (2010년)[3]